# Ostrovno
Ostrovno est un village du raïon d'Oudomlia de l'oblast de Tver en Russie. Il fait partie du village urbanisé de Porojkinski. Il était fréquenté à la fin du XIXe siècle par des artistes, comme Isaac Levitan.

## Géographie
Le village est situé dans le raïon d'Oudomlia, près de la ville d'Oudomlia, dans l'oblast de Tver à 17 km de la route d'Oudomlia, sur les bords du lac Ostrovenski .

## Histoire
Jusqu'à la révolution, le village d'Ostrovno appartenait au raïon (à l'époque dénommé volost) de Kouzminski, du district de Vychnevolotski. Le village avait une église dédiée à Saint Démétrius de Salonique et construite en 1778. Dans les années 1870, une école est ouverte dans le village.

## Personnalités
À la fin du XIXe et au début du XXe siècle, une pléiade d'artistes et de peintres vient vivre et travailler à Ostrovno. Les premiers parmi ceux-ci étaient Isaac Levitan et sa compagne Sofia Kouvchinnikova, dès l'été 1893. L'été suivant, en 1894, ils reviennent s'installer dans le domaine de la famille Ouchakov, sur les rives du lac Ostrovenski. C'est là que Levitan peint son tableau « Automne, la propriété » et qu'il conçoit « Paix éternelle ».
La propriété de la famille Ouchakov a été le théâtre d'un drame de la passion amoureuse. La dramaturge Tatiana Chtchepkina-Koupernik qui en fut témoin, avait invité Sofia Kouvchinnikova, l'amie de Levitan dans la propriété. Mais de Saint-Pétersbourg arrive dans la propriété voisine une jeune fille du nom d'Anna Nikolaïevna Tourtchaninova qui séduit Levitan. Sofia, se sentant humiliée, le quitte et rejoint Moscou pour ne plus jamais revoir Lévitan.
Tatiana Chtchepkina-Koupernik décrit ainsi ce qu'elle a vu de ces événements :

« Nos vies ont été bouleversées par une idylle au milieu de l'été. Des voisins de Saint-Pétersbourg sont arrives dans leur propriété voisine, appelée Gorki. Ce sont des membres de la famille d'un fonctionnaire en vue de la ville, Ivan Tourtchaninov, propriétaire du domaine. Ils apprennent que Levitan vit à proximité et viennent rendre visite à Sofia Petrovna. Ainsi débutent les relations. C'était une mère avec ses deux filles, charmantes et de notre âge. La mère avait l'âge de Sofia Petrovna Kouvchinnikova. Trop maquillée au goût de Sofia, des toilettes élégantes, des manières de Saint-Pétersbourg... Et voilà que survient le drame.
Nous, les plus jeunes, nous continuions notre vie, mais sous nos yeux se jouait ce drame… qui a pris fin par la victoire complète des dames de la capitale et la déchirure amoureuse pour Levitan et Sofia Petrovna Kouvchinnikova…»,

Isaac Levitan aménage ensuite dans la propriété Gorki des Tourtchaninov. Au confluent du ruisseau qui traversait la propriété et du lac, une maison à deux étages est construite pour l'artiste. Il n'y avait pas, dans la propriété, d'endroit qui permette d'y installer son atelier. Pour plaisanter à propos de ses origines ils dénomment son studio la « synagogue ». Cet atelier brûla par la suite, en 1904.
Au mois de mars 1915 en quelques jours il réalisa sont tableau « Mars» dans cette propriété.
Mais des accès de forte mélancolie mettent le peintre dans un pénible état. Le 21 juin 1895, il fait une tentative de suicide en se tirant une balle de revolver. Le médecin qui l'examine, I. Troïanovski, considère toutefois que c'est plutôt une simulation qu'un véritable suicide. À la demande de Levitan et d'Anna Tourtchaninova, son ami Anton Tchekov vient lui rendre visite à la propriété Gorki en juillet 1895. Il y est reçu pendant cinq jours et y rencontre son ami Levitan, puis retourne à Moscou, secoué par cet incident pénible.
En 1895, Tchekhov décrit ainsi le village d'Ostrovno:
« Un télégramme est arrivé et je me suis retrouvé sur les bords d'un lac à 70-90 verstes de la gare de Bologoïe. Je vivrai là pendant une semaine et demi, puis je retournerai à Lopasno. Le temps ici sur le lac est nuageux et triste. La route est grise, le foin est pourri, les enfants ont des figures maladives… Je viens d'arriver et on y trouve une maison à deux étages, construite de troncs anciens abattus sur les rives du lac. On m'a appelé pour un malade. Je retournerai à la maison, probablement dans cinq jours, mais si vous m'écrivez, j'aurai le temps de recevoir la lettre. La propriété des Tourtchaninov. Il fait froid. Le terrain est marécageux.  »
Sur la base de ce qu'il avait vu de ce drame sentimental à Ostrovno, Tchekhov a écrit la nouvelle « La Maison avec mezzanine » et la pièce « La Mouette ». Cela a provoqué du ressentiment chez Levitan.
En août, Levitan peint « Les Nénuphars », et à l'automne sur les bords de la rivière C'eja à un kilomètre et demi de la propriété «L'Automne doré ». Les peintres Vladimir Davydov et Laurentin Donskoï sont venus rendre visite à Levitan pendant qu'il était à Ostrovno dans la propriété Gorki.
Viennent également travailler dans cette propriété Vitold Bialynitski-Biroulia (1872—1957), Alexandre Moravov (1878—1951), Nikolaï Bogdanov-Belski (1868—1945), Constantin Korovine (1861—1939),, Stanislav Joukovski (1875—1944), Vassili Rojdestvenski (1884—1963), le philosophe Boris Vycheslavtsev (ru), l'écrivain N. A. Zborikine.Constantin Korovine peint à Ostrovno ses tableaux « Femme à la guitare » (1919), « Dans la chambre » (1919), « À la fenêtre » (1919), « Portrait de femme » (1920), « À la terrasse » (1920), « Midi sur la terrasse ».

## Galerie

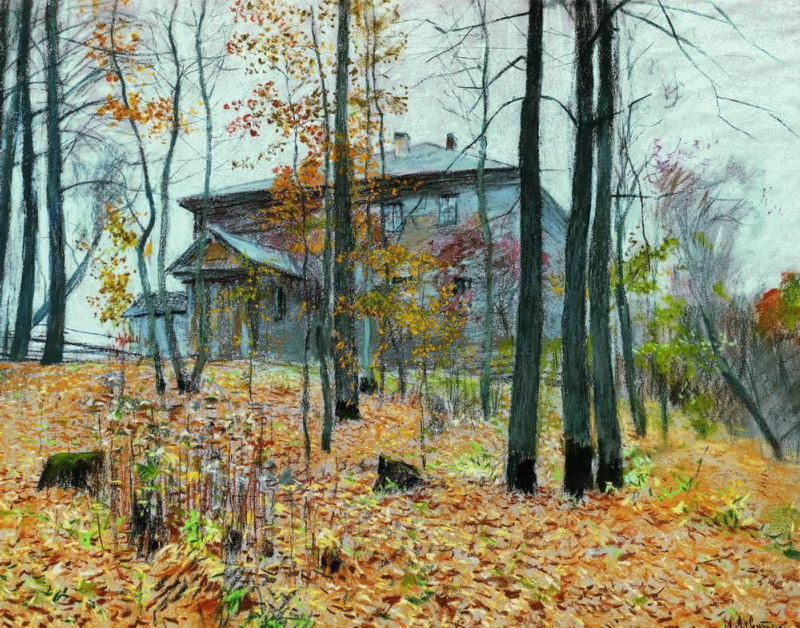
Isaac Levitan. « Automne. Propriété ». Tableau réalisé en 1894
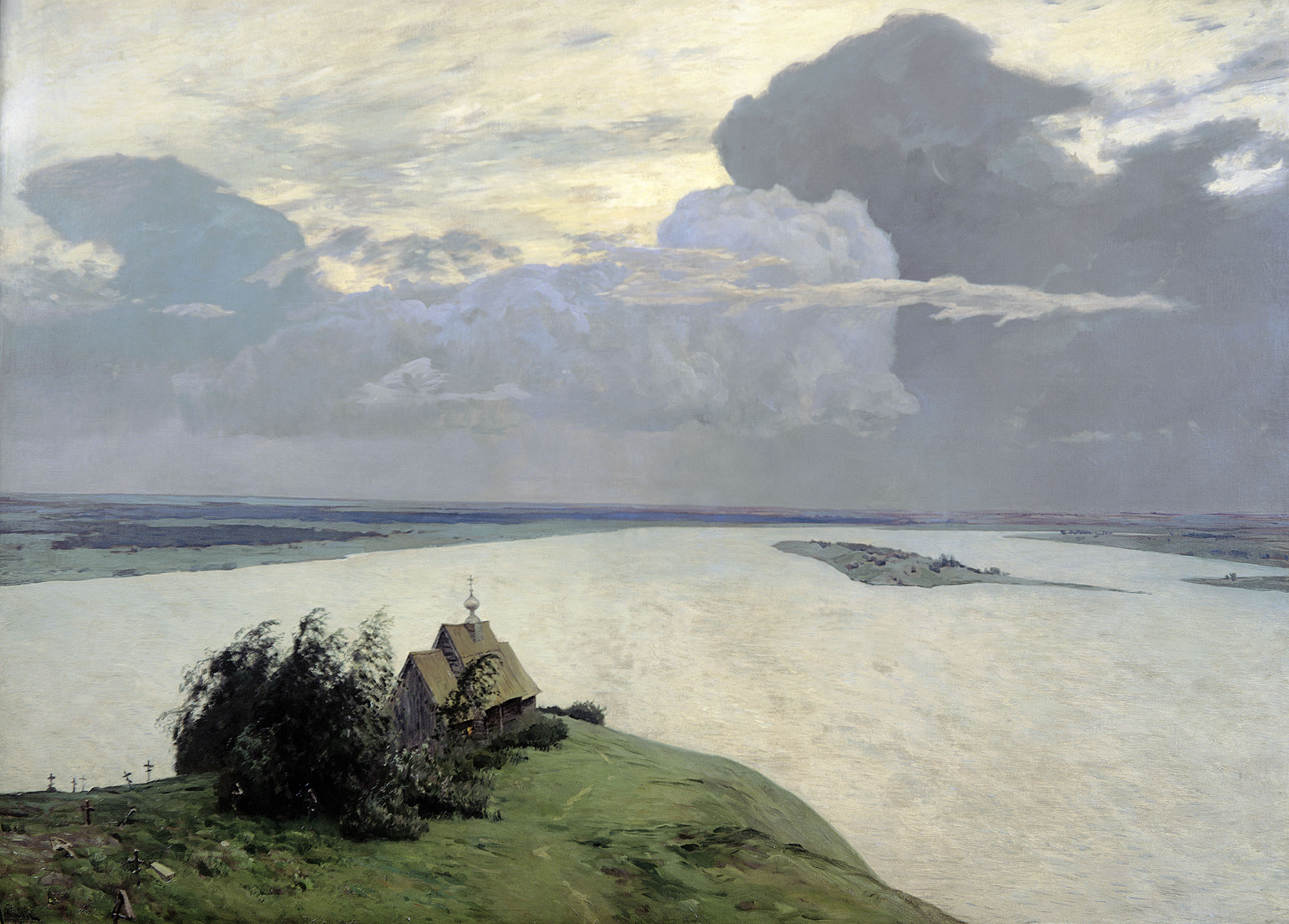
Isaac Levitan. « Paix éternelle ». Étude pour toile peinte à Ostrovno
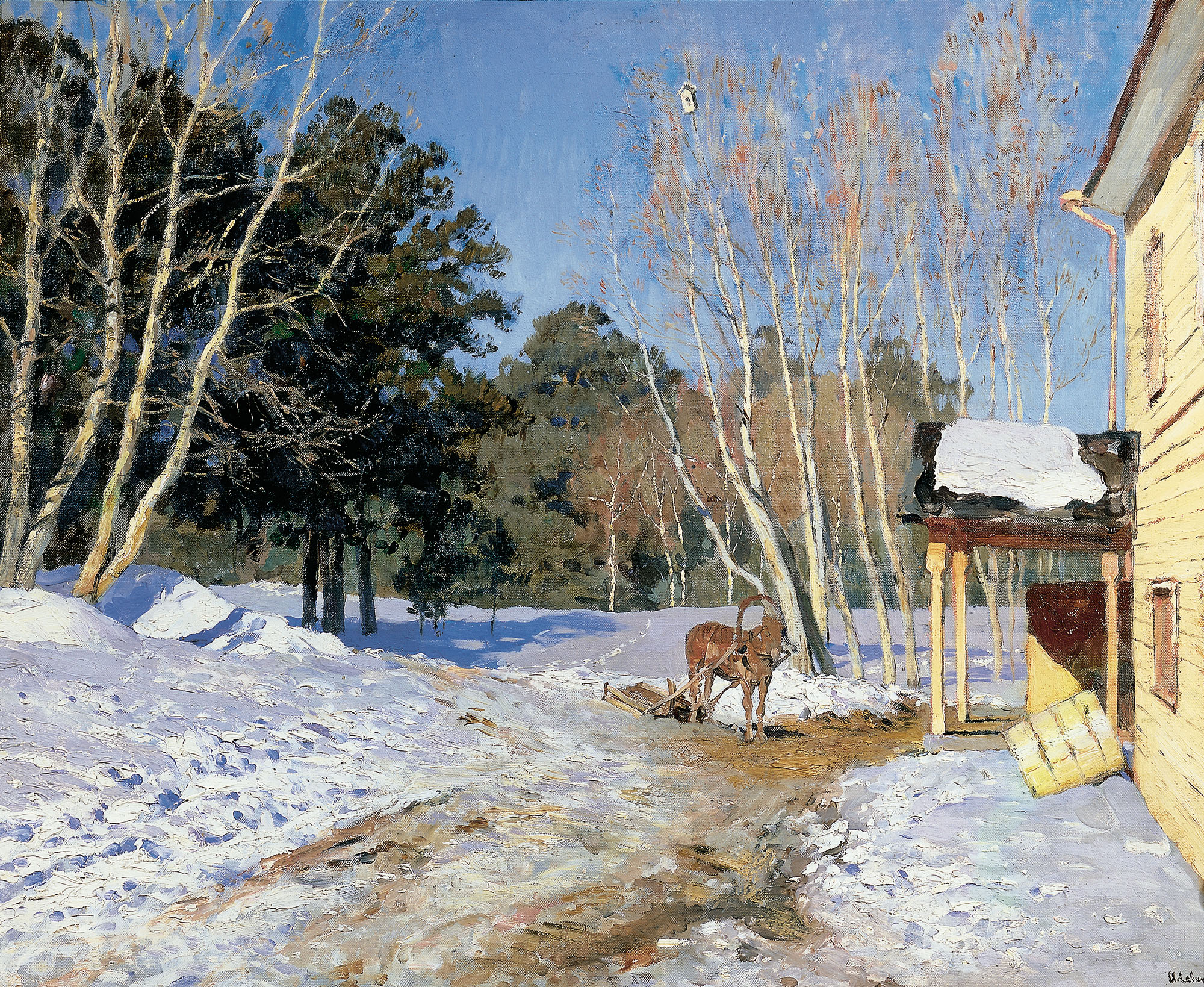
Isaac Levitan. « Mars ». Toile représentant une partie de la propriété Gorki/
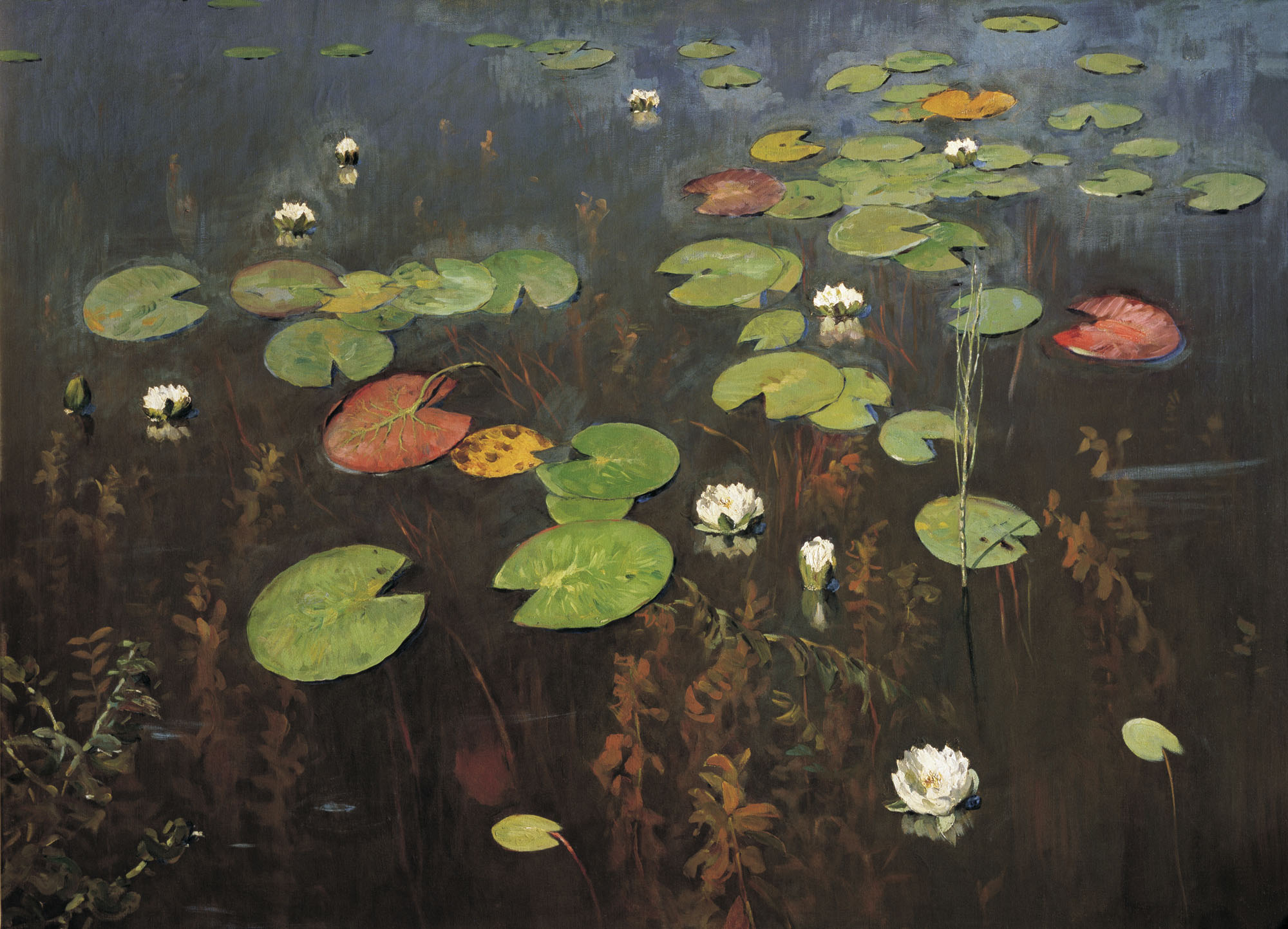
Isaac Levitan. « Les nénuphars ». Tableau peint à Ostrovno.
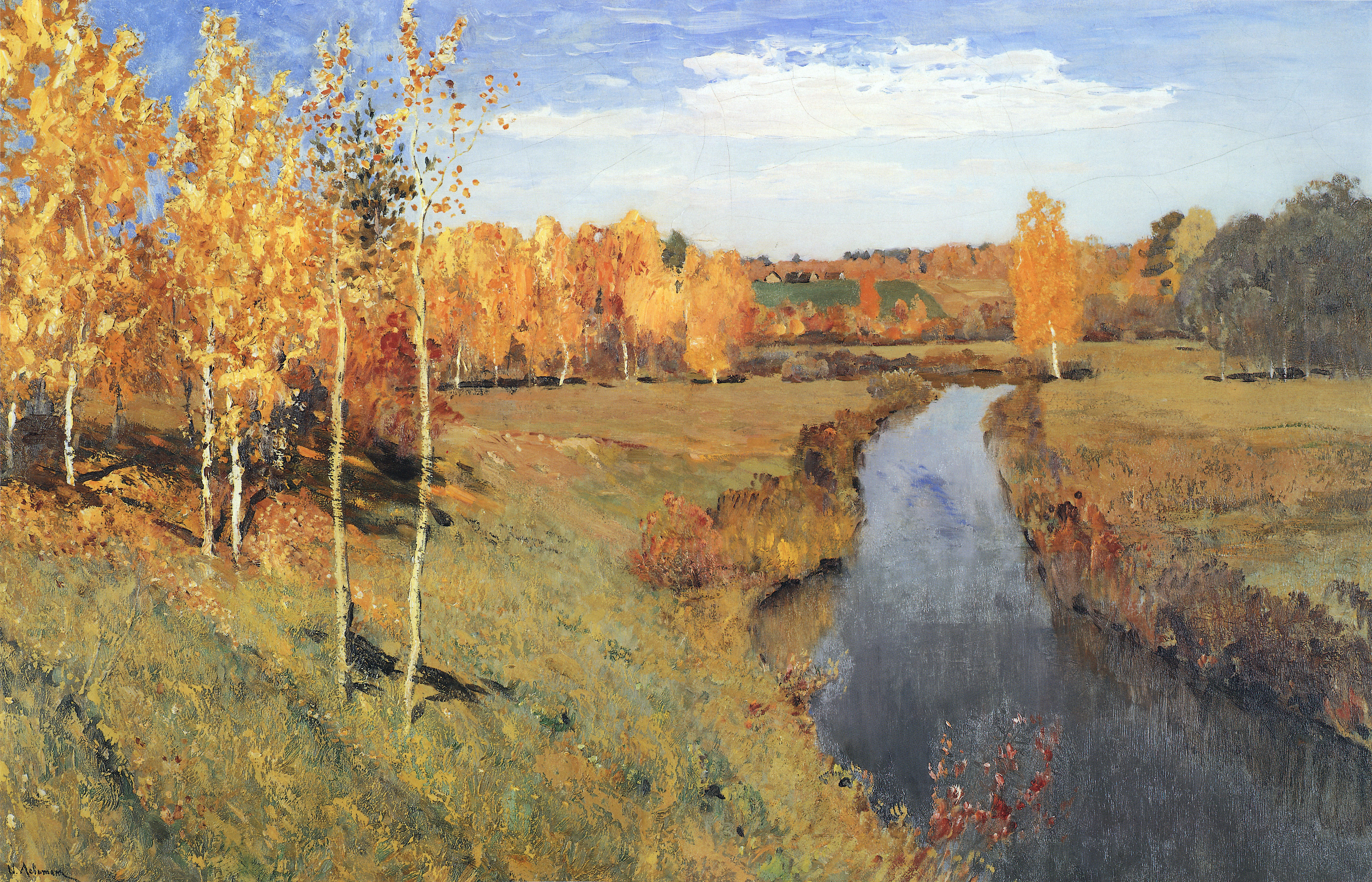
Isaac Levitan. « Automne doré ». Toile peinte sur les rives de la rivière C'eja non loin d'Ostrovno.
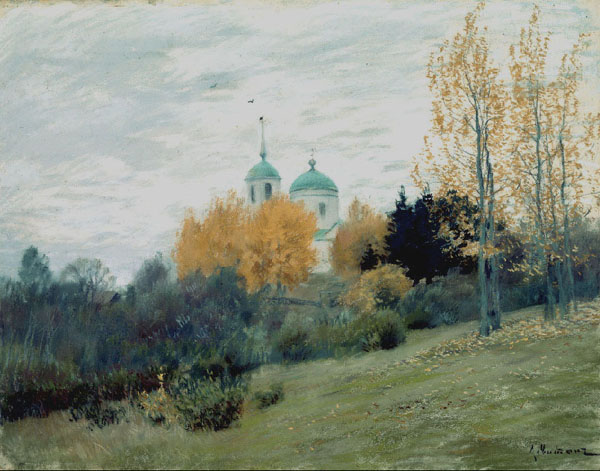
Isaac Levitan. « Paysage d'automne avec église (Église à ostrovno)»
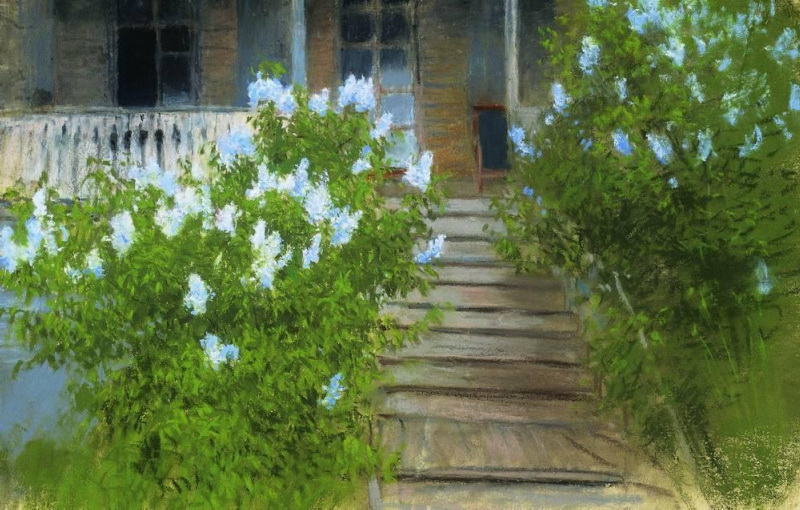
Isaac Levitan. « Printemps. Le lilas blanc (Maison à Ostrovno)»
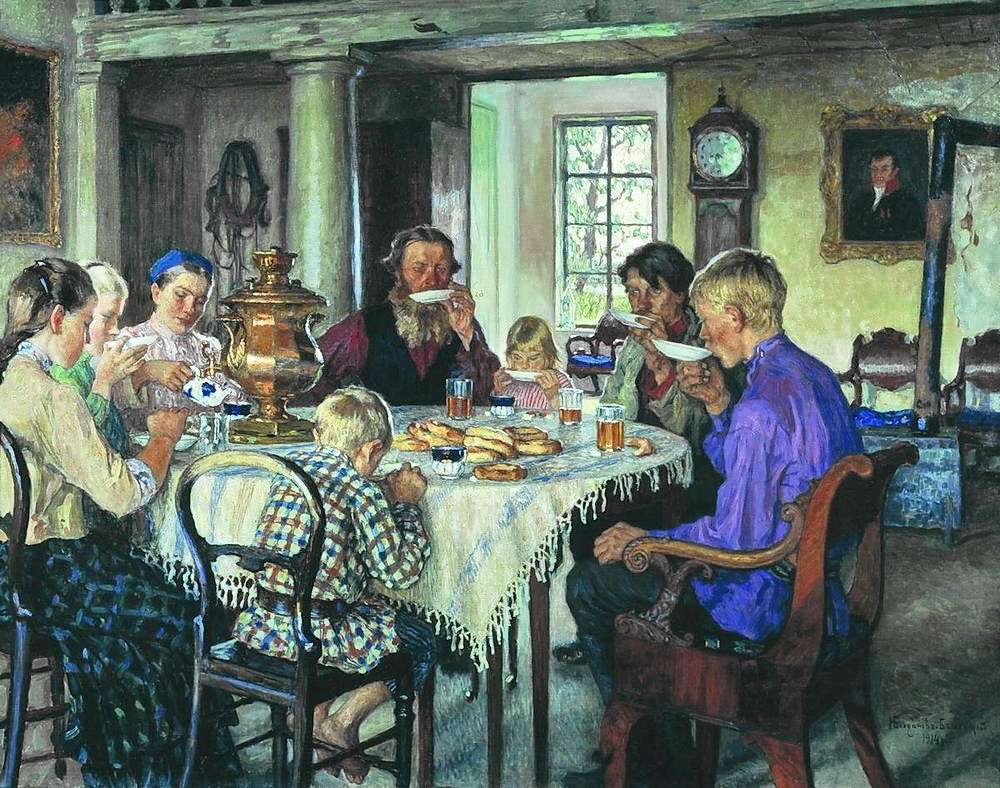
Nikolaï Bogdanov-Belski. « Les nouveaux patrons (Intérieur de maison à Ostrovno)»
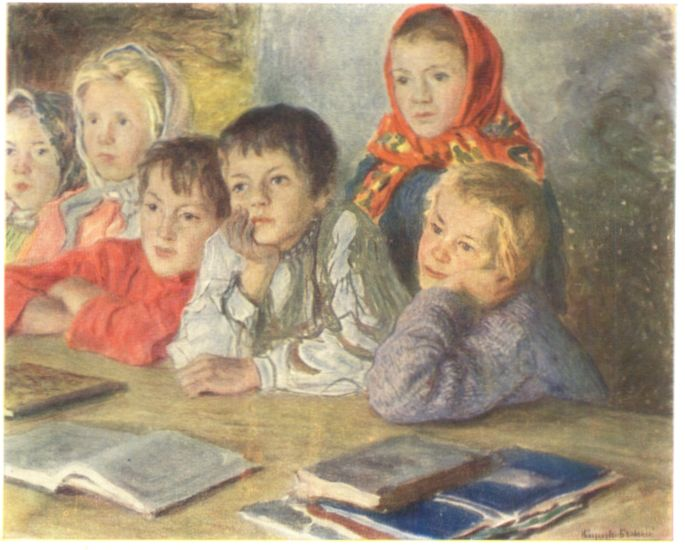
Nikolaï Bogdanov-Belski. « Les enfants suivant la leçon ». L'école d'Ostrovno sert de décor au tableau
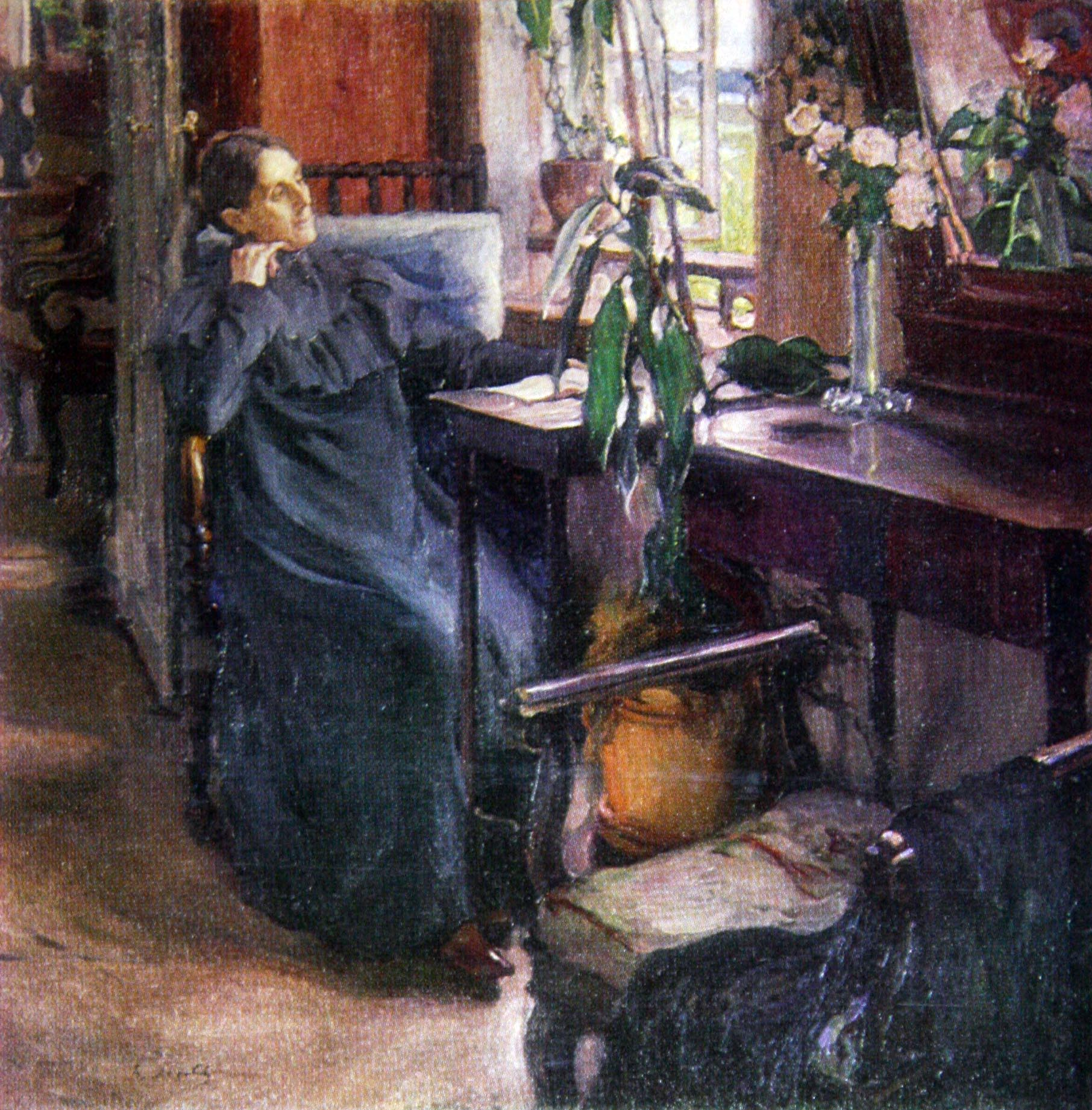
Alexandre Moravov. « À la fenêtre. Portrait de V. V. Ouchakova »